# Armand Hayet
Pour les articles homonymes, voir Hayet.
Œuvres principales
- Chansons de Bord (1927)
- Dictons et Tirades des Anciens de la Voile (1934)
- Chansons de la Voile « sans voiles » (1935)
- Chansons des Iles (1937)
- Us et coutumes à bord des Long-Courriers (1953)

Armand Hayet est un capitaine au long cours de la marine à voile, cap-hornier et écrivain français, né le 12 mars 1883 à Bordeaux et mort à Paris le 1er janvier 1968. Il est connu dans le milieu maritime pour avoir porté au grand public les chants de marins destinés à aider aux manœuvres sur les voiliers. Il a également fait connaître les chansons des îles d'outremer du début du XXe siècle, les dictons et tirades relatifs à la mer et à la marine à voile, et les us et coutumes à bord des long-courriers de la marine marchande à voile.

## Biographie
Achille Hayet, le père d'Armand Hayet est un français né en Argentine en 1856, pays dont il prend la nationalité à 18 ans. Il rentre en France à 25 ans pour épouser Anne Bignerte dont il aura trois enfants : Étienne dit Armand en 1883, Jeanne en 1885 et Marguerite en 1887. Il meurt le 11 novembre 1889, laissant trois orphelins dont l’aîné, Armand, n'a que 5 ans et demi.

### Carrière maritime 1898-1907
À quinze ans, le 22 juillet 1898, Armand Hayet embarque en qualité de pilotin sur le trois-mâts barque Colbert, l'un des trois navires qui seuls relient directement l'Europe à Tahiti. Ce premier voyage va durer treize mois et se solder par un tour du monde, avec passage des caps de Bonne-Espérance à l'aller, et du Cap-Horn au retour. Dès ce premier embarquement, Armand s'enthousiasme de tout, et commence à noter les dictons, contes, chansons et traditions qu'il découvre, habitude qui ne le quittera plus.
Au retour de ce premier voyage, il est reçu au concours d'entrée de l'École d'hydrographie et de navigation de Bordeaux qui prépare au diplôme d'officier de la marine marchande.

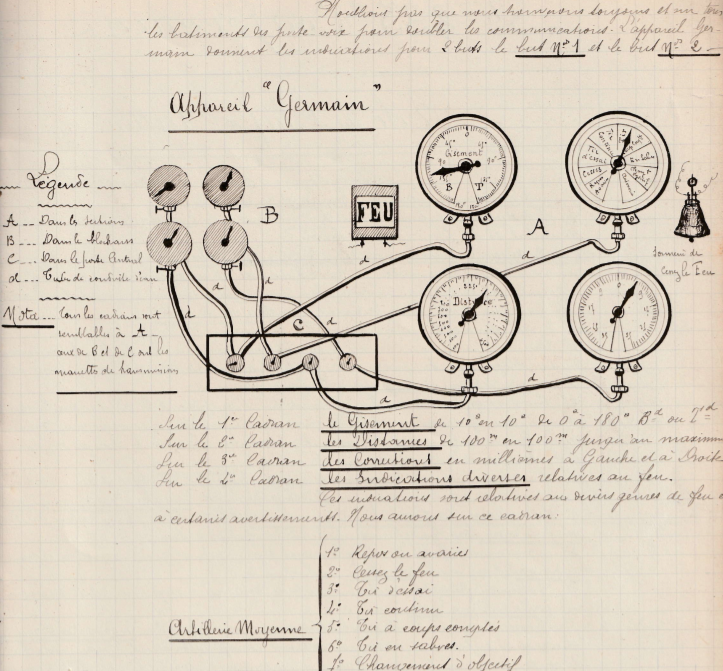
Cahier d'hydrographie AH 1898

Le 14 juillet 1900, Armand embarque en qualité de matelot léger sur le Richelieu, goélette à vapeur commandée par Pierre Landard et armé par un équipage de 24 hommes. Ses destinations sont Tenériffe, Rufisque, Saint-Louis du Sénégal et Dakar. Il effectue un second voyage en tant que matelot sur ce même bateau, puis le 10 décembre 1900, il embarque sur la Cordillère, un paquebot à vapeur des Messageries Maritimes, pour la ligne Rio de la Plata-Montevideo-Buenos Aires.
À son débarquement, il devance l'appel et effectue ses obligations militaires, qu'il effectue sur le cuirassé Brennus, basé à Toulon. Reçu lieutenant au long cours, il peut alors enfin revenir à sa navigation préférée, et cherche un engagement sur un voilier.
Le 17 octobre 1903, âgé de vingt ans, Armand Hayet embarque sur l'Eridan, trois-mâts construit à Saint-Malo, qui effectue principalement les voyages aux Antilles pour charger du bois de campêche, du sucre, du tafia, du rhum. Engagé comme lieutenant, il termine le voyage comme second-capitaine à la suite du débarquement à Conakry de son prédécesseur, malade. Il repart une seconde fois sur l'Eridan comme 2e lieutenant, pour Dakar et le Cap-Haïtien, campagne de cinq mois sur du bois de campêche. Puis une troisième fois comme second capitaine pour Cayenne et le Cap-Haïtien.
Le 12 avril 1906, Armand est engagé comme second-capitaine sur le Saint-Vincent de Paul, trois-mâts en bois doublé cuivre. Il désarme à Durban le 8 septembre 1906 pour repartir le lendemain, pour son dernier voyage, sous le commandement du Capitaine Blanchard. En effet, après un voyage assez accidenté, avec en particulier l'éperonnage dans la Manche d'une barque de pêche dénommée la Fusée, le 4 mars 1907, Le Saint-Vincent de Paul s'échoue sur les rochers des Essarts de Langrune, dans la Manche. Ce naufrage voit la fin de la carrière maritime d'Armand Hayet ; il est âgé de seulement 24 ans.
Ironie du sort, c'est le 6 juillet de cette année 1907 qu'il reçoit son brevet de Capitaine au long-cours, qu'il ne pouvait obtenir avant d'avoir 24 ans et 60 mois de navigation à bord de navires français.

### 1907-1968

#### Mauritanie
Armand Hayet part ensuite comme méhariste, puis premier résident de Port-Étienne en Mauritanie, comme administrateur colonial. Il travaille sous les ordres des Généraux Duboc, Gouraud, Patey et Mourel et rencontre Ernest Psichari. Cette seconde vocation pour les « sables » est interrompue brutalement d'une part par la maladie qui le fait rapatrier d'urgence, d'autre part par la première guerre mondiale.
Malgré son congé pour maladie grave contractée au Service à la Colonie, Armand Hayet est mobilisé sur sa demande et affecté au Commandement de la Marine et du Front de Mer La Rochelle-La Pallice, et au commandement de la Police de la Navigation Maritime, délégué aux routes.

#### Carrière administrative
Le 3 mai 1919, Armand Hayet rejoint l'Administration des Régions Libérées, comme Directeur des Services financiers des Dommages de Guerre du Département de l'Aisne. Il crée et organise ce service de 400 employés, qu'il dirige de mai 1919 à novembre 1930, réglant plus de 14 milliards de francs d'indemnisation. C'est pour son action dans le processus d'indemnisation des dommages de guerre qu'il reçoit la Légion d'Honneur le 14 février 1929. C'est à Laon qu'il rencontre sa future épouse, de dix-huit ans sa cadette, Raymonde Boucaud, née le 9 novembre 1901 à Nantes. Ils auront 2 filles : Marguerite et Rose, nées en 1924 et 1926.

#### Retraite parisienne et œuvre littéraire
N'ayant pas obtenu d'être rappelé au Service Central à Paris, Armand Hayet se met en disponibilité en décembre 1930. De nouveau mobilisé en 1939, et affecté au Front de mer Charente, il y prend le commandement de la Navigation Maritime et de l’Équipage de Garde des Bâtiments de Commerce et de Défense du Port de La Pallice.
De retour à Paris, il réside dans le 14e arrondissement, Rue Boulard  dans un pavillon Napoléon III sans confort mais avec un jardinet en plein Paris (qu'il a surnommé port Boulard). À défaut de naviguer, il va pouvoir se consacrer à son œuvre littéraire.
Sa sœur Marguerite, qui a épousé en 1909 le peintre cubiste André Lhote, habite de l'autre côté de la rue. Par son intermédiaire et grâce aux vacances organisées chaque année au Grand-Picquey, Armand Hayet est amené à connaître dès 1918 quelques artistes importants de son temps tels que Jean Cocteau, Georges Auric, Raymond Radiguet ou Jean et Valentine Hugo. Il fréquente également Jean Labadié, Eugène Osty de l'Institut international métapsychique, Jean Coutrot, Isabelle Rivière, Jacques Perret, et des peintres comme Maria Blanchard, Kostia Térechkovitch, Roger Chapelet, ainsi que ses anciens collègues capitaines de la marine à voiles comme Pierre Sizaire. 
Un de ses visiteurs réguliers dans les années 50 et 60 est l'écrivain - résistant aux opinions très traditionalistes Jacques Perret qui a brossé un portrait malicieux du Commandant Hayet sur ses vieux jours. Nostalgique de l'Algérie française, il avait mis en berne une fois pour toutes le drapeau français décorant son salon à compter  de 1962. 
Perret  raconte que Hayet décortiquait et annotait  impitoyablement les livres à thème maritime et pointait sarcastiquement les erreurs et approximations, montrant l'incompétence de l'auteur en matière de mer et de navires. Il estimait hautement les écrits de Roger Vercel qui bien que non-marin avait, disait-il, "tout compris des hommes et du matériel", mais nombreux étaient ceux qu'il dénigrait vivement.
Il meurt à Paris le 1er janvier 1968.

## Œuvres littéraires

### Chansons de Bord
Armand Hayet publie en 1927, aux éditions Eos, un ouvrage comportant 14 chansons, destinées à accompagner les manœuvres sur les voiliers. Ces derniers ayant pratiquement disparus depuis la guerre de 1914, remplacés par les bateaux à vapeur, et ces chants n'étant chantés exclusivement que par les marins à bord et jamais dans les ports, il était en effet urgent à ses yeux de les faire connaitre du grand public, sous peine de les voir sombrer définitivement dans l'oubli. Cette publication venait couronner tout naturellement le travail de collectage qu'il avait commencé dès ses premières navigations.
« Parlerai-je [à présent] de la patience, de l'acharnement que j'ai dû déployer durant des années, au cours de toutes mes traversées sous toutes les latitudes, pour arriver à obtenir les textes complets d'une vingtaine de chansons de bord ? parlerai-je des enquêtes, des interrogatoires auxquels je me suis livré à la mer ou à terre, soit auprès de mes camarades officiers au long cours, soit auprès de matelots, jeunes et encore enthousiastes, ou vieux « bat-la-houle » désabusés, mis en confiance par l'octroi de quelques boujarons de tafia ou par le don somptueux de cigares qui, bien que richement bagués, n'en étaient pas moins destinés par leur nouveau propriétaire, à suppléer, en fin de campagne, à la pénurie de « tablettes à chiquer » ? Armand Hayet - Chansons de Bord.
À la publication de l'ouvrage, le ministre de la Marine, Georges Leygues lui adresse une lettre de félicitations : « L'exécution typographique et les illustrations de cet ouvrage sont remarquables. Le texte si original et où s'expriment tant d'ardeur, de sensibilité et de mélancolie, méritait d'être conservé. Vous avez accompli une bonne action et fait acte de véritable historien en le tirant de l'oubli »
Il fait plusieurs distinctions entre les chansons de bord :
- La Chanson à hisser, était chantée quand l'effort à fournir était très soutenu, spécialement quand on hissait un hunier. Dans cette manœuvre, la force nécessaire ne pouvait être donnée que durant l'inclinaison du navire sur le bord favorable, et la chanson avait le rythme plus ou moins lent du roulis. Un soliste chantait un ou deux couplets, et les matelots rythmaient leur effort en répondant par quelques mots, pendant que le bateau se relevait et retombait sur l'autre bord : Sur le Pont de Morlaix, Nous irons à Valparaiso[note 1], Jean-François de Nantes.
- La Chanson à virer, était entonnée par l'équipage virant au cabestan. C'était des chants joyeux, animant la ronde des marins appuyant sur les barres horizontales du cabestan : La Margot, La Danaé, Le grand Coureur... D'une façon générale, pendant la plus grande partie de l'opération, les manœuvres au cabestan n'exigeaient pas une grande dépense musculaire et les marins tournaient autour de lui à vive allure, souvent même en courant.
- La Chanson du gaillard d'avant, bien que parfois chantée pendant les travaux calmes, était plutôt une chanson de repos : Adieu cher camarade, Au 31 du mois d'août. On y retrouve des chansons destinées à soutenir la nage dans les embarcations, caractérisée par des accents profondément nostalgiques et un rythme très lent, présentant une certaine parenté avec les chants désespérés de la vogue des galères : Pique la baleine , Les pêcheurs de Groix. Les chansons du gaillard d'avant étaient très variées. Elles offraient cette particularité remarquable que certaines d'entre elles se présentaient avec un texte d'une correction presque parfaite et bien inattendue dans un chant de matelot. Il va sans dire que le plus grand nombre en restait quand même enjolivé d'expressions d'une énergie et d'une précision bien maritime.

C'est ainsi qu'Armand Hayet doit réécrire en partie les chansons afin de ne pas choquer le grand public, tout en gardant l'esprit et les rimes. Pour ce premier ouvrage, il collabore avec Charles Bredon pour l'harmonisation, et avec son beau-frère André Lhote pour les illustrations.
Une seconde édition Eos parait en 1934 en même temps que Dictons et Tirades des Anciens de la Voile, puis le livre est réédité en 1939 aux Éditions Denoël.
En 1971, Denoël fait paraître un ouvrage qui regroupe ces deux livres, sous le titre "Dictons, Tirades et Chansons des anciens de la Voile".

### Chansons de la Voile «sans voiles»
Ne pouvant imaginer que les paroles originales soient irrémédiablement perdues, Armand Hayet publie en 1935 un ouvrage des chants non expurgés, sous le pseudonyme de Jean-Marie Le Bihor, aux Éditions Denoël et Steele qui ont racheté les droits de son précédent livre aux Éditions Eos. Cet ouvrage grivois fut voué à l'Enfer de la Bibliothèque Nationale sous le numéro 978. Il ne figura jamais dans le catalogue de Denoël. Il était édité « pour les amis du gaillard d'avant » et était distribué exclusivement par la librairie des Trois Magots, avenue de la Bourdonnais,. Georges Legman, dans la préface des Chansons de Salle de Garde, publié initialement en 1962 et republié à l'identique par Régine Deforges en 1972, loue la qualité des Chansons de la Voile « sans voiles » en comparaison des deux autres recueils de chants érotiques de marins alors disponibles en français. Il identifie par ailleurs Armand Hayet comment en étant l'auteur.
Réédité en fac-similé en 1969 à Saint-Malo par la « Nouvelle amicale du gaillard d'avant », collection « Jadis et naguère ».

### Dictons et Tirades des Anciens de la Voile
Édité en 1934 par les Éditions Denoël et Steele, cet ouvrage réunit de multiples sentences énoncées au cours des voyages et traitant en grande partie de la météorologie. C’est une étude des croyances, superstitions, procédés empiriques pour prédire le temps et pour se guider sans sextant ni chronomètre sur la mer, des navigateurs d’autrefois,. Il est illustré par Franz Pribyl, peintre autrichien alors installé à Paris qui travaillait régulièrement avec Robert Denoël. La critique est élogieuse vantant comme Germaine Beaumont dans Le Matin sa beauté nostalgique : « Comme on le voit, ce livre, s'il éveille au cœur des anciens de la voile, les longs échos d'un beau souvenir, ne manquera pas, dans l'esprit des terriens, de susciter le respect, l'amour, le regret d'une navigation désormais condamnée ».

### Chansons des Iles
Les Chansons des Iles, harmonisées par Charles Bredon qui avait déjà travaillé avec Armand Hayet pour Chansons de Bord, et illustrées par Marianne Clouzot, une élève d'André Lhote, paraissent aux Éditions Denoël en 1937,. Bien plus qu'un carnet de chansons, cet ouvrage, comme les autres, est émaillé des souvenirs que le Capitaine gardait de ses escales aux îles : Antilles, Tahiti, ou La Réunion. Robert Kemp dans Le Temps savoure l'évocation du parler des îles et note la nostalgie dont l'ouvrage est imprégné « M. Armand Hayet regrette déjà le créole. Il regrette sa jeunesse, les mâts de perroquet, le voilier France-Chérie, la vahinée Fetiha, de Tahiti, qu'il aimait à 16 ans, et les "doudous" de Saint-Domingue ».

### Us et coutumes à bord des Long-Courriers
Son dernier ouvrage parait en 1953 aux Éditions Denoël, et est réédité en 1993 aux Éditions Maritimes préfacé par Jean Randier. Il décrit les nombreuses coutumes en usage sur les voiliers, avec précision, émotion, humour, et nostalgie, mêlant souvenirs, contes maritimes, rapports humains et références historiques,. Robert Kanters dans la revue littéraire La Table Ronde évoque à son tour le charme nostalgique dont est imprégné la dernière œuvre d'Armand Hayet : « Charme que l'on retrouve, doublé déjà du charme des choses révolues, dans l'excellent et nostalgique ouvrage du commandant Hayet, Us et Coutumes à bord des longs courriers, minutieuse et pittoresque évocation du droit coutumier qui régissait les communautés flottantes de la voile, témoignage amoureux et fervent, sans cesser d'être fidèle et précis, sur la vie à bord de ces navires si proches dans le temps (le commandant Hayet y était lui-même) et qui semblent avoir déjà appareillé pour le pays des songes et des plus lointains souvenirs ».
En 1973, parait sa version italienne aux Éditions Mursia à Milan, sous le titre Vita e costumi a bordo dei grandi velieri.

## Discographie
Certaines des Chansons de Bord et en particulier Nous irons à Valparaiso sont interprétées par des chanteuses comme Yvonne Georges en 1926, Renette Lefrançois en 1931, Lys Gauty en 1932, Damia en 1935, Marcelle Bordas en 1937 ou Germaine Montero en 1954.
Les éditions Pathé ont publié un microsillon 33 tours comportant 12 chansons de bord harmonisées par André Gavet, chantées par Marcel Nobla et sa bordée, sous la direction d'Armand Hayet qui en annonce lui-même les titres. (Chansons de bord françaises, Pathé ATX109).

## Autres contributions
Le Capitaine Hayet intervient publiquement jusque dans les années 1960, n'hésitant pas à donner son avis sur différents sujets maritimes. Défense des Capitaines devant la presse maritime en 1936, communication à l'Académie de Marine sur l'habit des officiers de la Marine Royale du XVIIIe siècle, regret de la suppression du titre de Capitaine au long cours, dénonciation du mauvais emploi du genre appliqué aux bateaux.
C'est à Armand Hayet qu'on doit l'expression « parler matelot », que Pierre Sizaire développe dans son livre du même nom, paru en 1976 et dédicacé à Armand Hayet. « Parler matelot, que caractérisent ce mépris de la syntaxe, cet emploi inexplicable du singulier pour le pluriel et inversement, cette profusion de termes maritimes, ces incidences inattendues coupant constamment le récit... cette franchise, cette naïveté, cette rondeur bon enfant, mais toujours mâle... » Armand Hayet Us et Coutumes à bord des long-courriers Chapitre "Ainsi parla..."

## Le Trophée Armand Hayet
Le Trophée Armand Hayet est un concours international de chants de marins francophones initié par Le Chasse-Marée et l'Office du Patrimoine Culturel Immatériel, OPCI.